# Uranotaenia novaguinensis
Uranotaenia novaguinensis är en tvåvingeart som beskrevs av Peters 1963. Uranotaenia novaguinensis ingår i släktet Uranotaenia och familjen stickmyggor. Inga underarter finns listade i Catalogue of Life.